# Jules de Tryon de Montalembert
Pour les autres membres de la famille, voir Famille de Tryon.
Jules de Tryon de Montalembert est un homme politique français né le 8 décembre 1790 à Angoulême (Charente) et mort le 8 février 1858 au château de Goué à Mansle.

## Biographie
Fils de Louis-Joseph de Tryon de Montalembert, député de la Vienne, et Françoise Regnauld de La Soudière, il est un ancien officier des chasseurs de la garde impériale.
Riche propriétaire, il est maire de Mansle de 1830 à 1839 et conseiller général.
Il est député de la Charente de 1846 à 1848, siégeant dans la majorité soutenant les gouvernements de la Monarchie de Juillet.

## Sources
- « Jules de Tryon de Montalembert », dans Adolphe Robert et Gaston Cougny, Dictionnaire des parlementaires français, Edgar Bourloton, 1889-1891 [détail de l’édition]